# 2022 WJ1
2022 WJ1 è un meteoroide (un piccolo asteroide) dall'orbita prossima a quella terrestre, che il giorno 19 novembre 2022 ha impattato la Terra in prossimità della città di Brantford, in Ontario, Canada.

## Scoperta
L'asteroide è stato scoperto il 19 novembre 2022, alle 4:48 UTC, come un oggetto della diciannovesima magnitudine dall'astronomo statunitense David Rankin, dall'osservatorio di Monte Lemmon, nell'ambito del Mount Lemmon Survey.
Rankin ha rilevato e dato segnalazione del rapido moto dell'oggetto al Minor Planet Center, incaricato dall'Unione Astronomica Internazionale di raccogliere e comunicare i dati osservativi sui corpi minori del Sistema solare. Una tempestiva comunicazione ha portato diversi osservatori statunitensi a confermare la scoperta dell'oggetto, di cui è stato previsto l'imminente impatto sulla Terra.

## Impatto
L'impatto è avvenuto il 19 novembre 2022, alle ore 8:27 UTC , meno di quattro ore dopo la scoperta, in prossimità della città di Brantford, in Ontario, Canada. Il bolide è risultato ben osservabile da Toronto, venendo inquadrato dalle videocamere cittadine insieme all'iconica CN Tower.
Residui del meteoroide potrebbero aver raggiunto la superficie, per lo più inabissandosi nel lago Ontario.

## Parametri orbitali
Sebbene l'arco osservativo sia limitato a poche ore, è stato possibile determinare l'orbita di 2022 WJ1. L'asteroide percorreva un'orbita ellittica con un'eccentricità, pari a 0,50, piuttosto elevata. L'afelio dell'orbita si collocava a 2,817 au dal Sole, nella fascia principale; il perielio, invece, a 0,93 au, era interno all'orbita della Terra. L'inclinazione orbitale era pari a circa 2,6°.